# Sara Basterrechea Ramirez
Sara Basterrechea Ramirez (* 1. Oktober 1918 in Guatemala-Stadt; † nach 1947) war eine guatemaltekische Chemikerin, Hochschullehrerin und Diplomatin.

## Leben
Sara Basterrechea Ramirez wurde 1918 in Guatemala-Stadt als Tochter von Francisco Basterrechea und Dolores Ramirez geboren. Sie studierte Chemie, erhielt ein Stipendium für das Smith College in Northampton, Massachusetts 1943 bis 1944. Sie war Professorin für organische Chemie als einziges weibliches Fakultätsmitglied an der Universidad de San Carlos in Guatemala-Stadt, außerdem Mitglied der guatemaltekischen  Society de Ciencias Naturales y Farmacia.
Basterrechea Ramirez war 1947 Gründungsmitglied in der UN-Frauenrechtskommission, die wesentliche Beiträge zur Formulierung der UN-Menschenrechtscharta leistete.